# Maffei Csoport
A Maffei 1 Csoport (más néven az IC 342 csoport) a legközelebbi galaxiscsoport a saját Lokális Csoportunkhoz; valaha valószínűleg része volt a Lokális Csoportnak, de onnan kilökődött az Androméda-galaxissal való ütközés után. A domináns tagja az IC 342 spirálgalaxis, de nevét a Maffei 1 óriás elliptikus galaxis után kapta, amit  a Maffei 2-vel, együtt 1968-ban fedezett fel  Paolo Maffei olasz csillagász.
Mindkét galaxis a Kassziopeia csillagképben, a galaktikus egyenlítő közelében a „takarási zónában” (Zone of avoidance) helyezkedik el, emiatt a látható tartományban jelentős mértékben fedi őket a csillagközi por és gáz. A Maffei 2 közepes méretű, átlagos fényességű küllős spirálgalaxis, tőlünk való távolsága körülbelül 16 millió fényév, a Maffei 1 távolságát 10 millió fényévre becsülik. A csoport további galaxisai a Dwingeloo 1 és a körülötte keringő Dwingeloo 2 mellékgalaxis, valamint néhány kisebb galaxis, köztük a Maffei 1 lehetséges két mellékgalaxisa, az MB1 és az MB2.

## A Maffei 1 csoport megfigyelése a jövőben

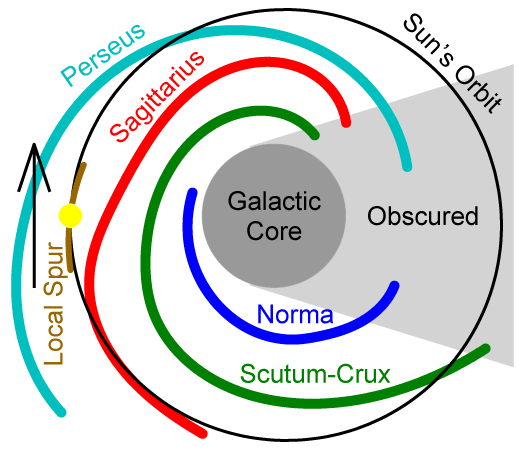
Az összes galaxis az "Obscured" (="Eltakart")-ként jelölt részében a képnek jobban lesz látható a jövőben

A Nap a 225 millió évente járja körül galaxisunkat. Körülbelül 112 millió év múlva a galaxisunk másik oldalán leszünk. A legtöbb most megfigyelhető galaxis el lesz takarva, köztük az Androméda, a Triangulum és még sok másik. De a helyükben rengeteg felfedezésre váró galaxis lesz. A Maffei galaxiscsoport jobban lesz látható ez idő alatt. A legjobban látható galaxisok talán a Maffei 1, a Maffei 2, a Dwingeloo 1, és a Dwingeloo 2 lesznek.

## Tagjai
| Név              | Típus | Naptól való távolság (millió fényév) | Magnitúdó | Tag?         | Megjegyzések                                                             |
| ---------------- | ----- | ------------------------------------ | --------- | ------------ | ------------------------------------------------------------------------ |
| IC 342           | SBcd  | 10.7                                 | +10.5     | Igen         |                                                                          |
| Maffei 1         | E5    | 9.82                                 | +17       | Igen         |                                                                          |
| Maffei 2         | SBc   | 9.1                                  | +16       | Igen         |                                                                          |
| Dwingeloo 1      | SBbc  | 9.1                                  |           | Igen         | PGC 100170, Cassiopeia 2                                                 |
| Dwingeloo 2      | dIAm  | ~10                                  | +20.5     | Igen         | PGC 101304                                                               |
| NGC 1560         | SAd   | 11.3                                 | +12.1     | Valószínűleg | Lehetséges tagja a Lokális Csoportnak                                    |
| NGC 1569         | dIBm  |                                      | +11.8     | Valószínűleg | Lehetséges tagja a [[Lokális Csoport (csillagászat)\|Lokális Csoportnak] |
| UGCA 92          | dIAm  |                                      | +16.15    | Valószínűleg | Lehetséges tagja a Lokális Csoportnak                                    |
| Camelopardalis A | dSph  | 12.8                                 |           | Valószínűleg |                                                                          |
| Camelopardalis B | IAm   | 10.9                                 |           | Talán        | KK 44                                                                    |
| Camelopardalis D | IAm   |                                      |           | Talán        | KKH 34                                                                   |
| Cassiopeia 1     |       | ~11                                  |           | Talán        | KK 19                                                                    |
| Cassiopeia 3     |       |                                      |           | Talán        | KKH 5                                                                    |
| KK 35            |       | 10.3                                 |           | Talán        |                                                                          |
| MB1              | SAd?  | ~10                                  |           | Talán        | KK 21                                                                    |
| MB2              |       |                                      |           | Talán        |                                                                          |
| MB3              | dSph  | ~10                                  |           | Talán        | KK 22                                                                    |
| Perseus 1        | E     |                                      | +12.48    | Talán        | KKH 11                                                                   |
| Perseus 2        | IAm   |                                      |           | Talán        | KKH 12                                                                   |
| UGCA 86          | dIAm  | 10.2                                 | +14.2     | Talán        | Lehetséges tagja a Lokális Csoportnak                                    |
| UGCA 105         | dIAm  | 10.3                                 | +15.3     | Talán        |                                                                          |
| KKH 6            |       |                                      |           | Talán        |                                                                          |
| UGC 2773         |       |                                      |           | Talán        | KK 28                                                                    |
| Mailyan 16       |       |                                      |           | Talán        | KKH 37                                                                   |

## Külső hivatkozások
- SEDS: The Maffei 1 group